# Michael Kreuzberg

Bürgermeister Michael Kreuzberg (r., mit Amtskette) bei der Eröffnung des Max-Ernst-Museums in Brühl am 3. September 2005

Michael Kreuzberg (* 29. Oktober 1957 in Köln) ist ein deutscher Kommunalpolitiker (CDU). Von 1999 bis Oktober 2013 war er hauptamtlicher Bürgermeister der Stadt Brühl im Rhein-Erft-Kreis, Nordrhein-Westfalen, sowie von 2013 bis 2020 Landrat des Rhein-Erft-Kreises.

## Berufliche Laufbahn
Nach seinem Abitur 1976 am Friedrich-Wilhelm-Gymnasium in Köln studierte er bis 1983 für das Lehramt die Fächer Sozialwissenschaften und Germanistik an der Universität zu Köln. Er legte beide Staatsexamina ab. Danach war er vier Jahre lang Referent und Büroleiter des Kölner Bundestagsabgeordneten Heribert Blens. Ab 1989 unterrichtete er vier Jahre am Erzbischöflichen St.-Ursula-Gymnasium in Brühl und sechs Jahre am Hardtberg-Gymnasium Bonn.
Von 1995 bis 2000 war Kreuzberg Parteivorsitzender des Ortsverbandes Brühl der CDU. Von 1999 bis 2013 wurde er dreimal mit absoluter Mehrheit im ersten Wahlgang zum Bürgermeister der Schlossstadt Brühl gewählt. 2014 wurde er mit dem Ehrenring der Stadt ausgezeichnet.
Kreuzberg wurde – nach Stichwahl am 6. Oktober 2013 – Landrat des Rhein-Erft-Kreises und war bis 2020 gewählt. Im Sommer 2018 wurde er von der Bundesregierung als stimmberechtigtes Mitglied in die Kommission für Wachstum, Strukturwandel und Beschäftigung berufen. Dort war er einer der regionalen Vertreter der Kohlereviere. Als Landrat war er u. a. Vorsitzender des Verwaltungsrates der Kreissparkasse Köln, Vorsitzender der Gesellschafterversammlung der Zukunftsagentur Rheinisches Revier, Vorstandsmitglied des Metropolregion Rheinland e.V. und Verbandsvorsteher des Zweckverbands Naturpark Rheinland. Bei den Kommunalwahlen in Nordrhein-Westfalen 2020 trat Kreuzberg nicht erneut an, sein Nachfolger wurde Frank Rock (ebenfalls CDU).

## Sonstiges
Kreuzberg ist verheiratet und hat drei Kinder.
Von September 2010 bis zu seinem Rücktritt am 7. August 2025 war er Senatspräsident der EhrenGarde der Stadt Köln 1902. Im Oktober 2018 wurde er zum 14. Präsidenten des Zentral-Dombau-Verein zu Köln gewählt. Am 25. Mai 2024 trat er aus gesundheitlichen Gründen von diesem Amt zurück.